# Halina Jastrzębska-Smolaga
Halina Jastrzębska-Smolaga – polska ekonomistka, dr hab., profesor nadzwyczajny i kierownik Katedry Strategii Gospodarczych Wydziału Zarządzania i Modelowania Komputerowego Politechniki Świętokrzyskiej.

## Życiorys
Obroniła pracę doktorską, następnie uzyskała stopień doktora habilitowanego. Została zatrudniona na stanowisku profesora nadzwyczajnego i kierownika w Katedrze Strategii Gospodarczych na Wydziale Zarządzania i Modelowania Komputerowego Politechniki Świętokrzyskiej.